# Во (префектура)
Префектура Во (фр. Prefecture Vo) — одна із 8 префектур у складі регіону Приморського регіону Тоголезької Республіки. Адміністративний центр — місто Воган.

## Населення
| 2000    | 2002    | 2003    | 2004    | 2005    | 2006    | 2010    |
| ------- | ------- | ------- | ------- | ------- | ------- | ------- |
| 205 000 | 209 000 | 212 000 | 215 000 | 217 000 | 220 000 | 210 075 |

## Склад
До складу префектури входить 10 кантонів та 1 комуна Воган:
| №  | Кантон         | Площа, км² | Населення, осіб (2010) | Центр         |
| -- | -------------- | ---------- | ---------------------- | ------------- |
| 1  | Акумапе        | -          | -                      | Акумапе       |
| 2  | Анірон-Копе    | -          | -                      | Анірон-Копе   |
| 3  | Воган (кантон) | -          | -                      | Воган         |
| 4  | Воган (комуна) | -          | 17 340                 | Воган         |
| 5  | Во-Кутіме      | -          | -                      | Во-Кутіме     |
| 6  | Дагбаті        | -          | -                      | Дагбаті       |
| 7  | Дзрекпо        | -          | -                      | Дзрекпо       |
| 8  | Моме-Хункпаті  | -          | -                      | Моме-Хункпаті |
| 9  | Севаган        | -          | -                      | Севаган       |
| 10 | Тоговілль      | -          | -                      | Тоговілль     |
| 11 | Хахотое        | -          | -                      | Хахотое       |